# فرودگاه آلیستون
فرودگاه آلیستون (به انگلیسی: Alliston Airport) یک فرودگاه خصوصی است که یک باند فرود چمن و برف دارد و طول باند آن ۷۰۱ متر است. این فرودگاه در کشور کانادا قرار دارد و در ارتفاع ۲۱۹ متری از سطح دریا واقع شده است.